# ホルンバッハ
ホルンバッハ (独: Hornbach) はドイツ連邦共和国 ラインラント＝プファルツ州ズュートヴェストプファルツ郡の市。
プファルツの森の南西、ツヴァイブリュッケンの南、フランスとの国境に位置する。

## ギャラリ

ホルンバッハ - Hornbach
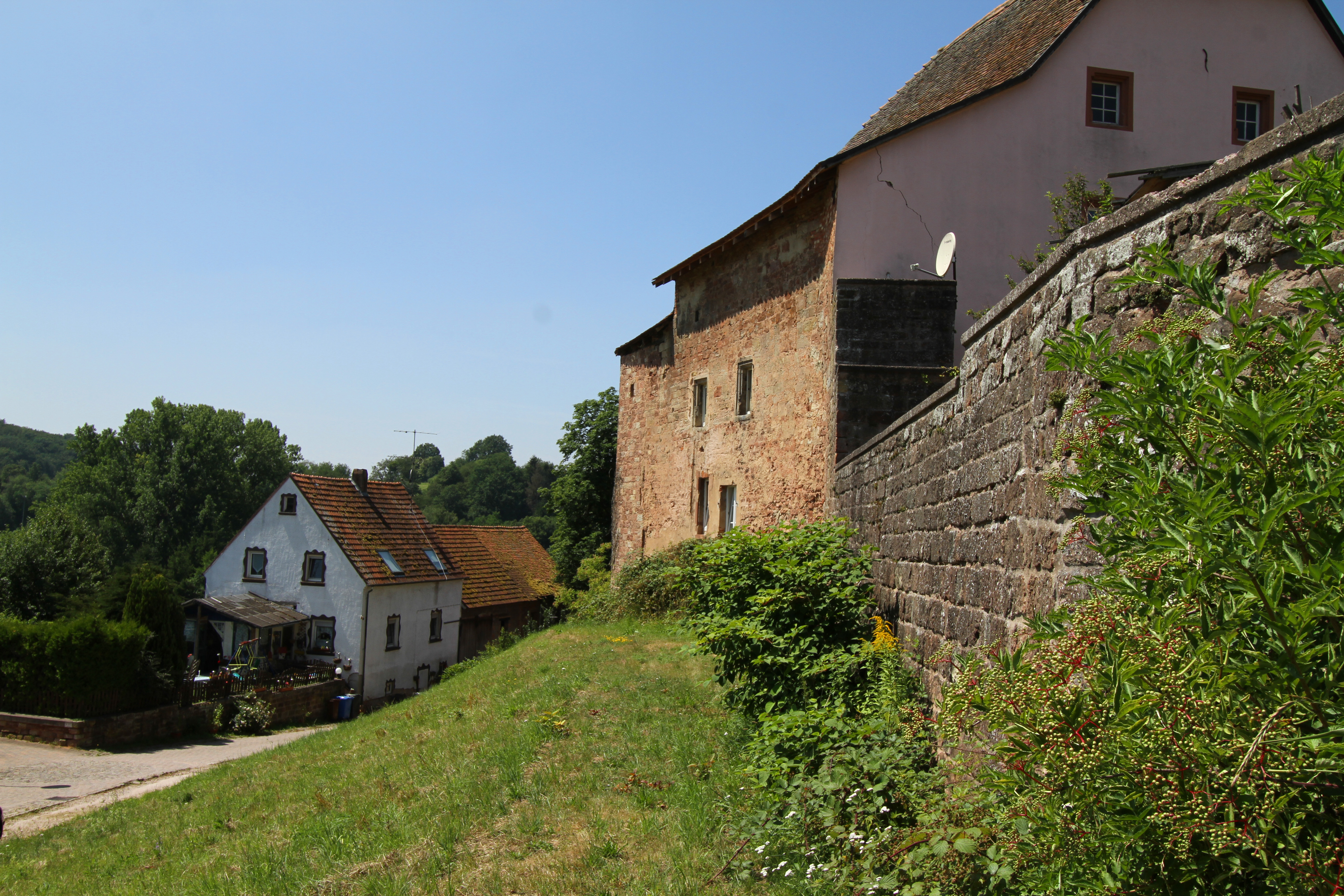
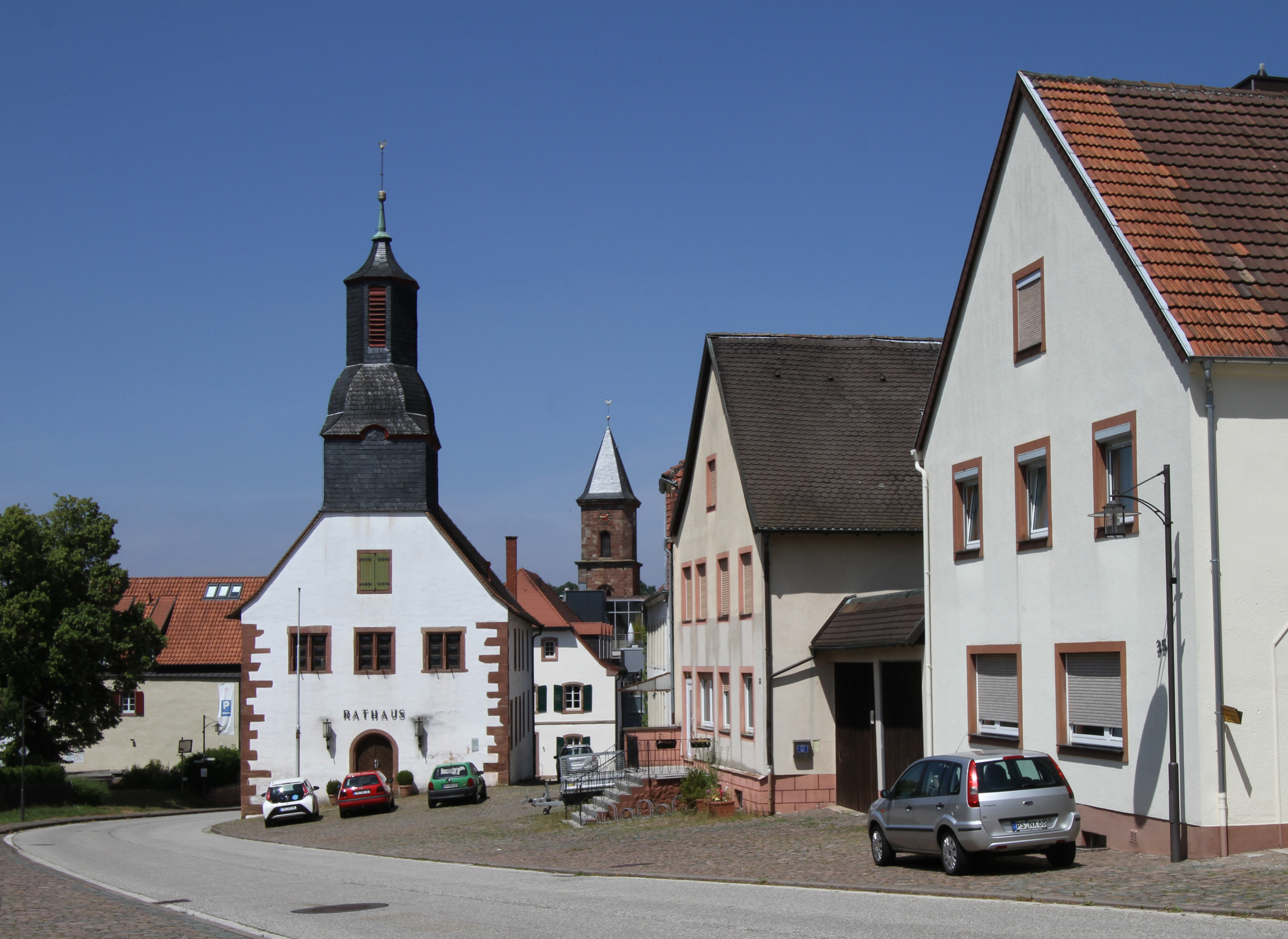
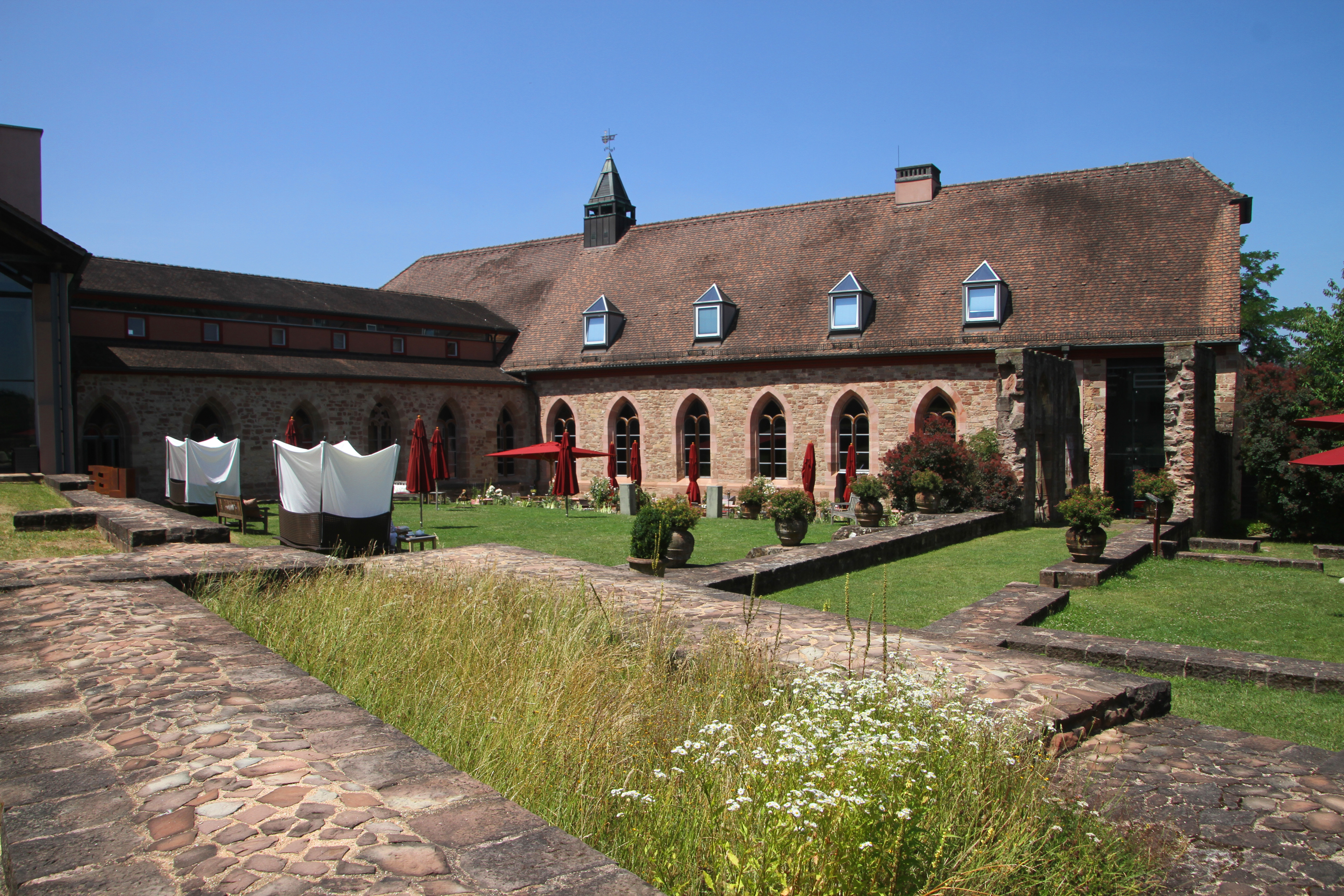
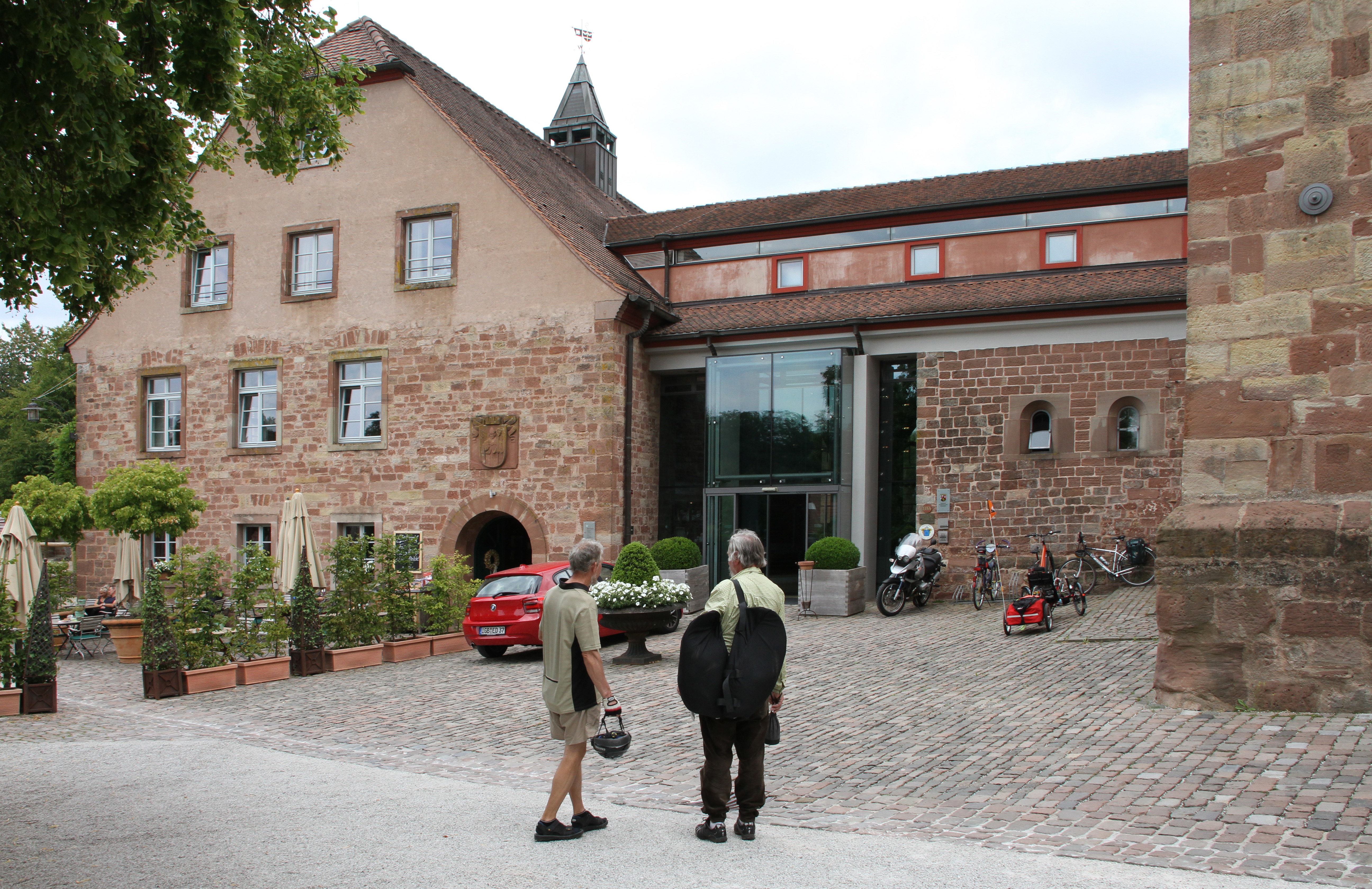
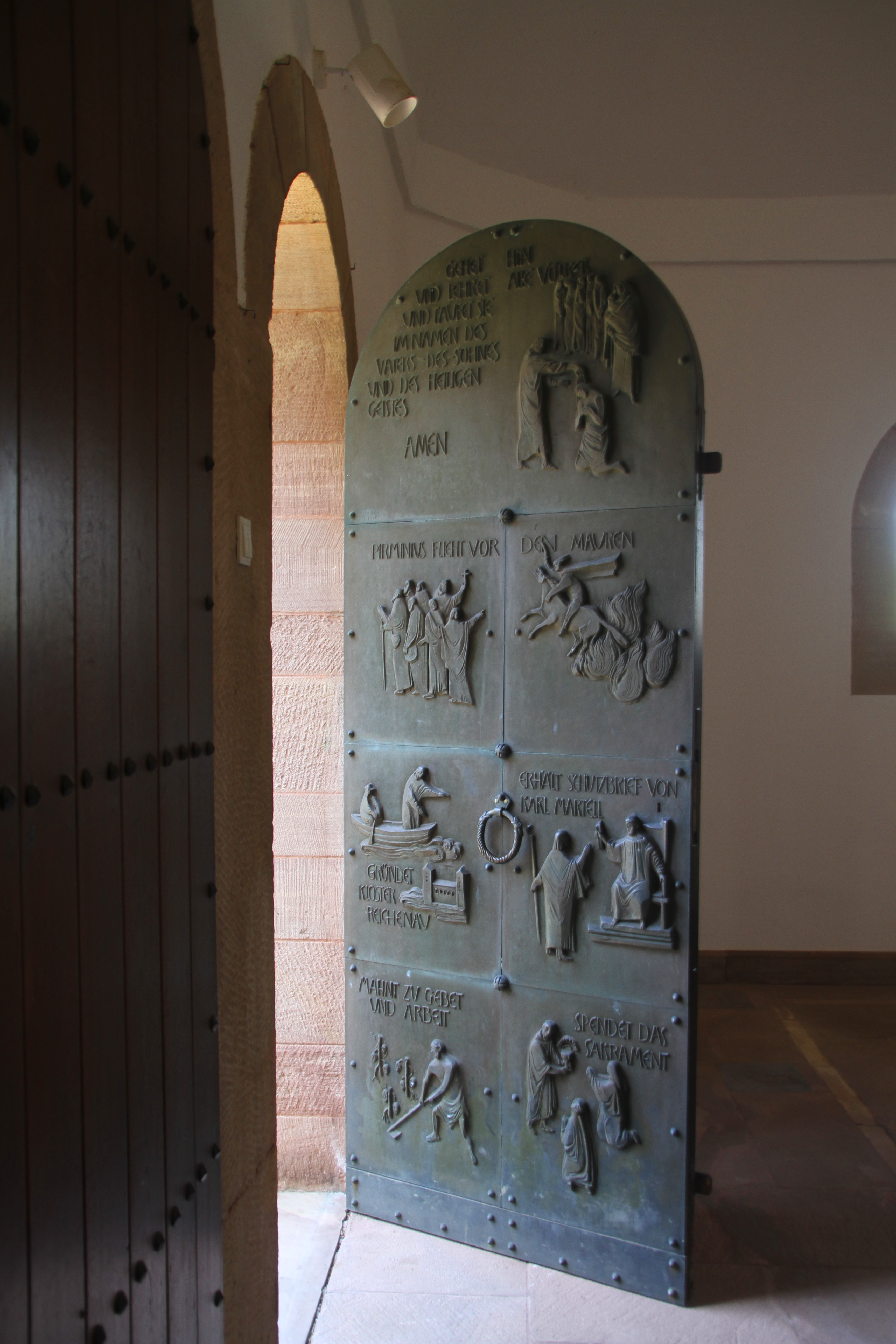
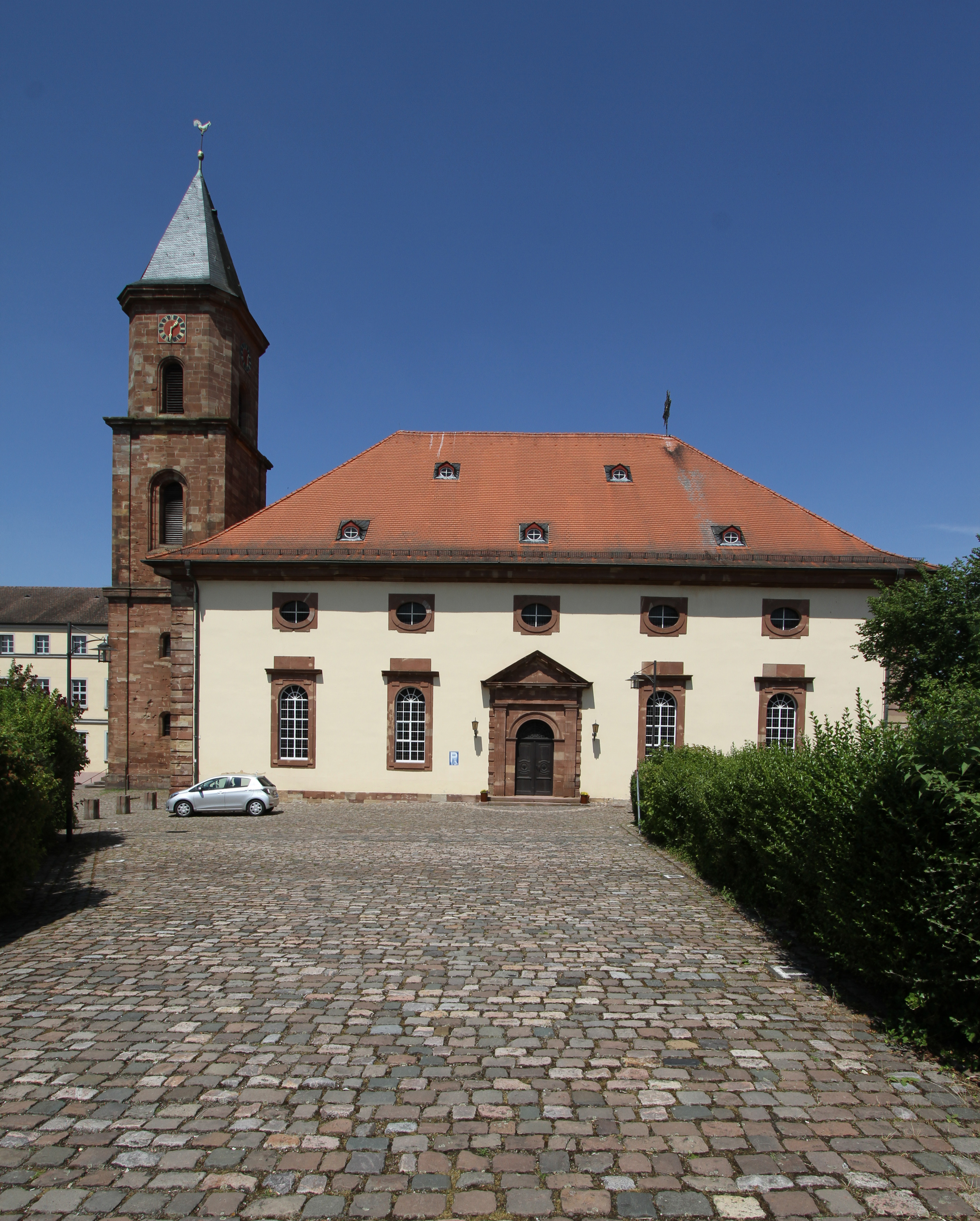
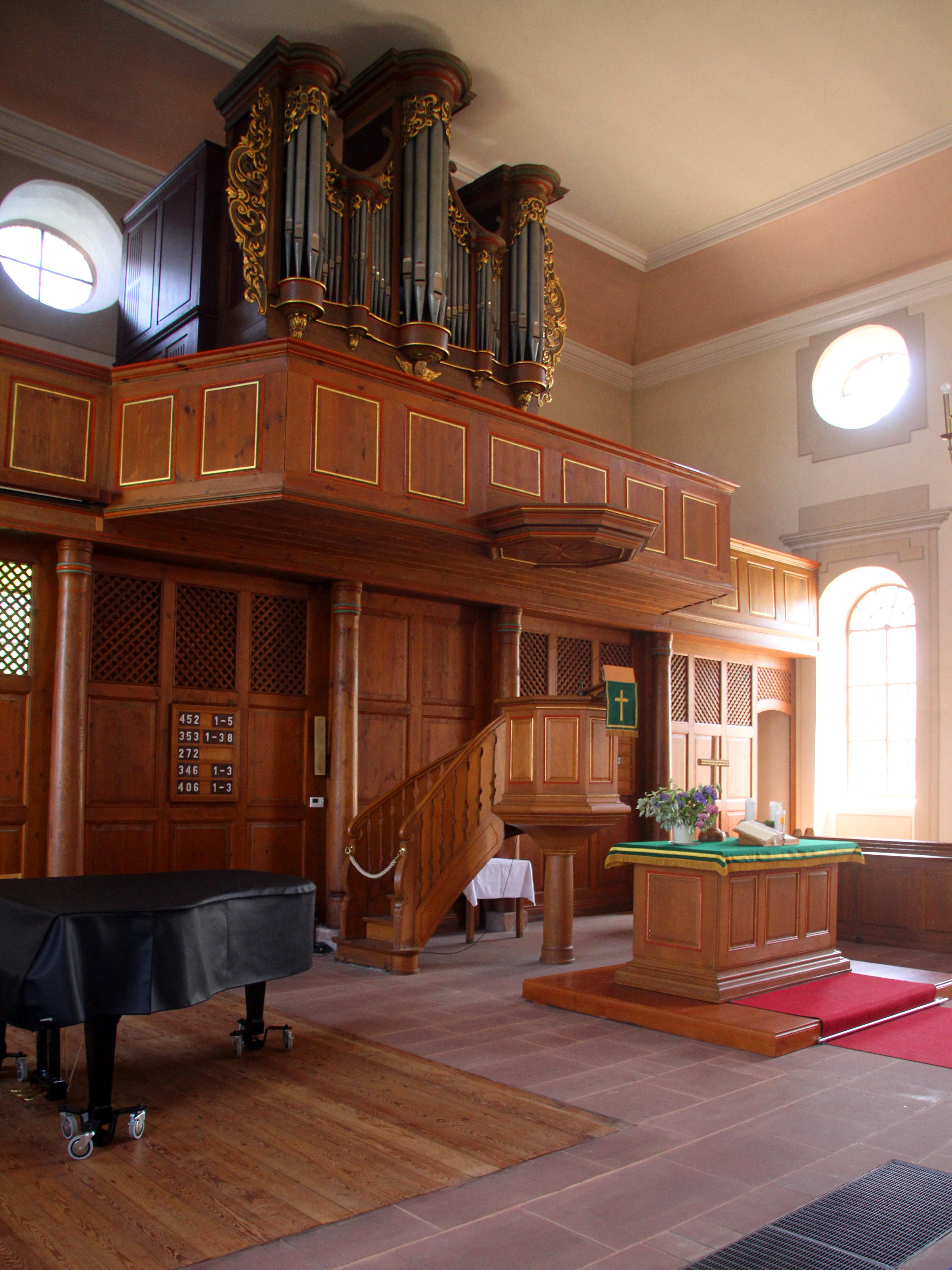
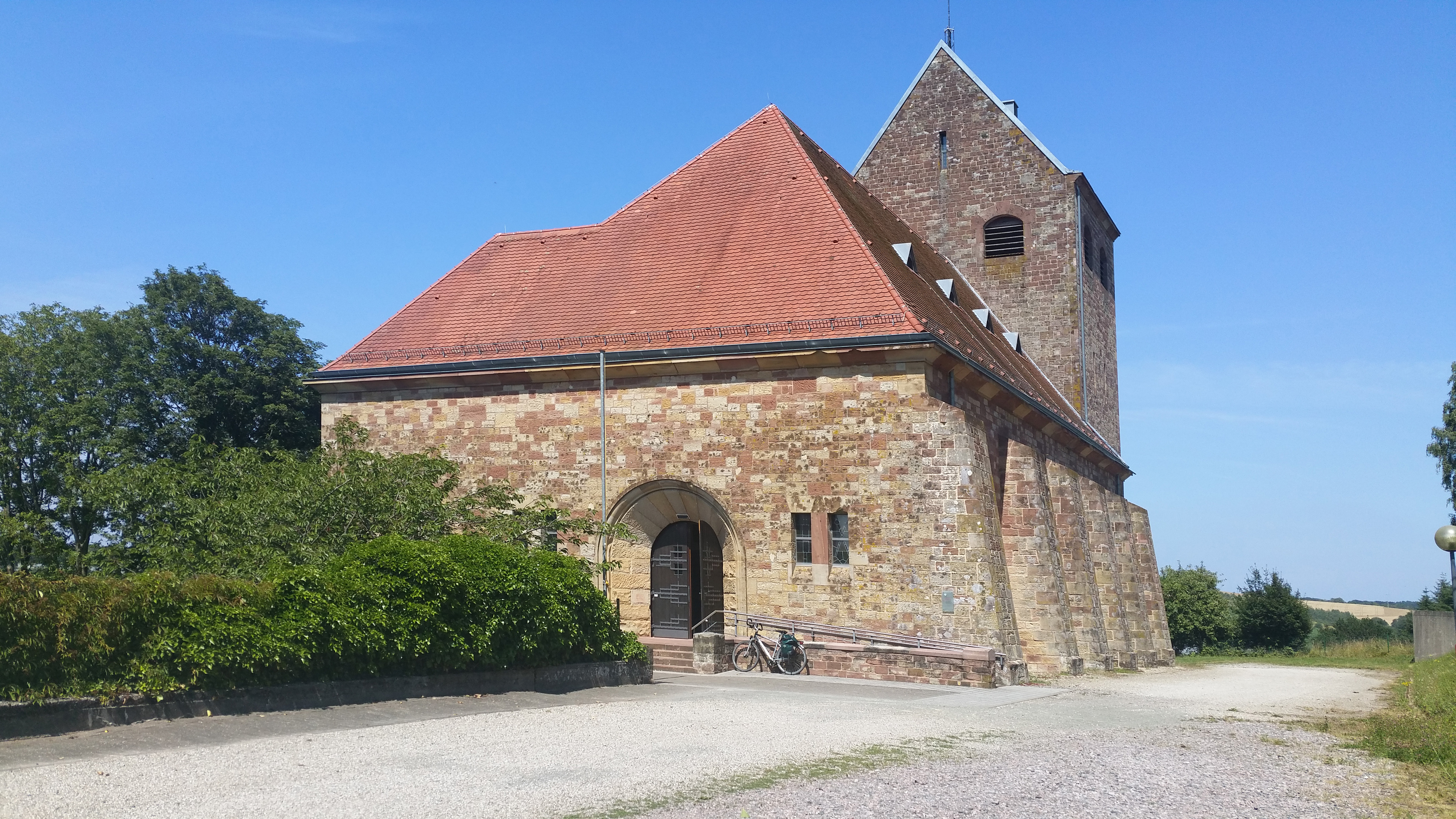
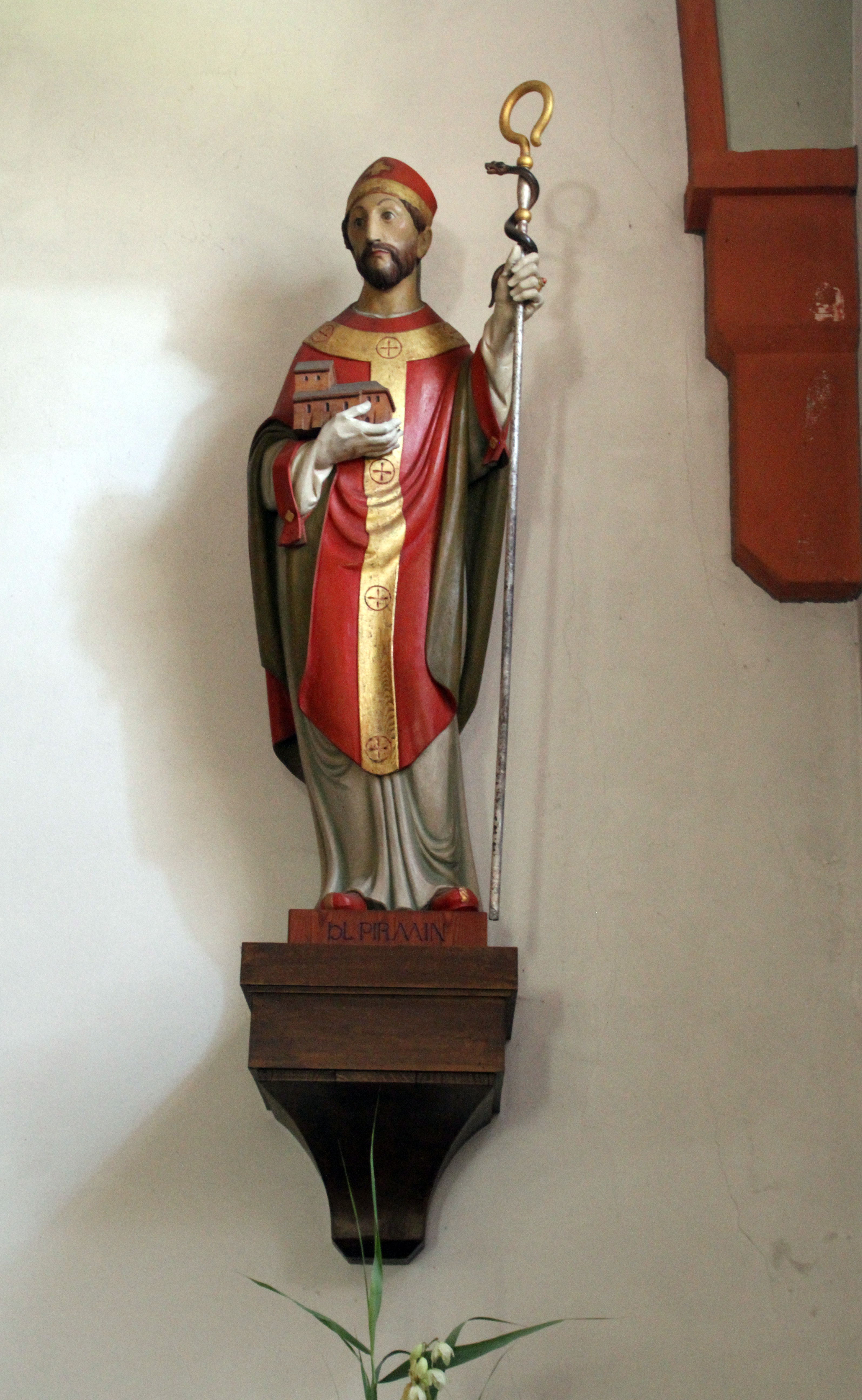
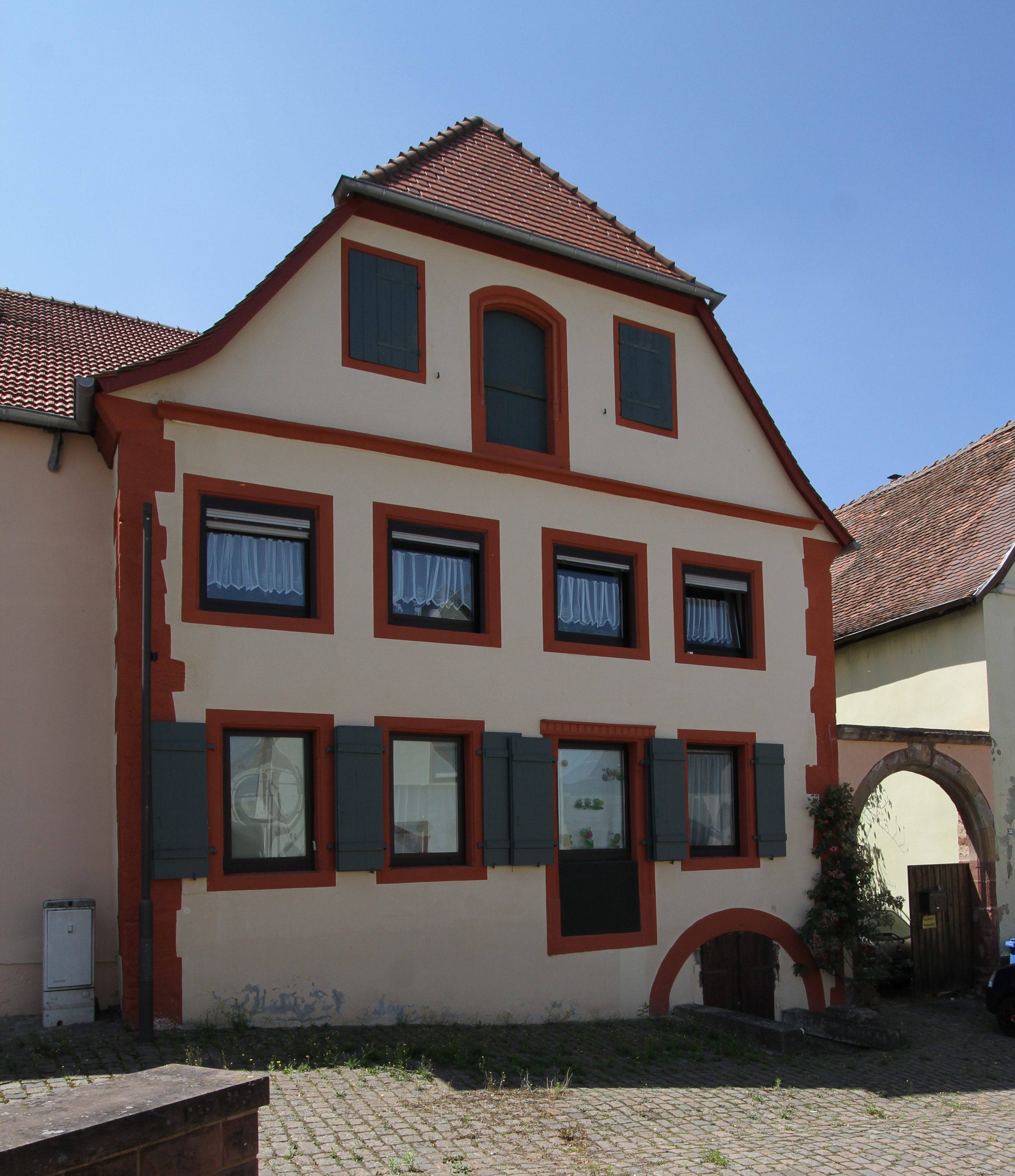